# Карел ван Мірт
Карел ван Мірт (нід. Karel Van Miert; 17 січня 1942 — 22 червня 2009) — фламандський політик-соціаліст, член Європарламенту і єврокомісар.
Карел ван Мірт народився в 1942 в невеликому фламандському містечку недалеко від кордону з Голландією. Старший з дев'яти дітей, він єдиним з сім'ї поступив в університет. Отримавши диплом в кінці 60-х, він провів наступні десять років, працюючи то в наукових інститутах, то в апараті Єврокомісії.
В середині 70-х років ван Мірт серйозно зайнявся політикою і швидко зробив кар'єру в рядах соціалістичній партії: у 1978 році він очолив її фламандське крило.
А ще через десять років він назавжди попрощається з бельгійською політикою і присвятить себе політиці європейській. Ван Мірт встиг побувати членом Європарламенту і два терміни відпрацював в Єврокомісії, виконуючи спочатку обов'язки комісара по транспорту, потім — комісара по конкурентній політиці.

## Політична кар'єра
- 1979—1985 член Європарламенту
- 1985—1988 депутат бкльгійського парламенту
- 1989—1999 єврокомісар

В 2001 нагороджений Vlerick Award.